# Бердашен
Бердашен (вірм. Բերդաշեն), Каракенд (азерб. Qarakənd) — село у Мартунинському районі Нагірно-Карабаської Республіки. Село розташоване за 13 км на північний захід від міста Мартуні, за 4 км на північ від села Спітакашен та за 4 км на схід від села Ашан. В селі планується будівництво водогону.

## Пам'ятки
- В селі розташована церква Сурб Аствацацін 17 століття, «Мец наатак» 17 століття, святиня «Піці наатак» 17-18 століття та хачкар 12-13 століття.